# Последний император
«Последний император» (англ. The Last Emperor) — историко-биографический художественный фильм, снятый в 1987 году итальянским кинорежиссёром Бернардо Бертолуччи. Сценарий ленты основан на автобиографии бывшего императора Китая и Маньчжоу-Го Пу И, последнего императора династии Цин, роль которого исполнил Джон Лоун. Одним из консультантов фильма выступил Пу Цзе, брат последнего императора и один из персонажей картины.
Картина получила девять статуэток кинопремии «Оскар». Бертолуччи отмечал: «Только после девяти „Оскаров“, полученных за „Последнего императора“, я почувствовал себя итальянцем. И хотя действие этой картины происходит на Дальнем Востоке, это мой самый итальянский фильм».

## Сюжет
Сюжет фильма разделён на две биографические линии — описание жизни бывшего императора Китая и Маньчжоу-го и заключённого № 981 китайской тюрьмы, вспоминающего кадры своей жизни, начиная с детства и заканчивая взятием в плен советскими войсками в 1945 году.
В 1950 году на железнодорожную станцию на советско-китайской границе прибывает поезд с заключёнными: в зале ожидания некоторые из них узнают бывшего императора Пу И и начинают ему кланяться. Боясь суда за свои преступления, он уединяется в туалете и вскрывает себе вены. Воспоминания переносят его в прошлое, в 1908 год когда он, будучи 2-летним мальчиком, был увезён от матери и передан своей кормилице Ар Мо, а позже предстал перед своей бабушкой — умирающей императрицей Цыси. Зайдя в свою новую камеру, заключённый № 981 (жизнь которого спас начальник тюрьмы) встречает там своего младшего брата Пу Цзе. Он вспоминает многие события из своей жизни: как они играли вместе; как по приказу вдов императора его кормилицу Ар Мо отослали от него навсегда; как он узнал от младшего брата и слуг, что он остался императором только в пределах Запретного города, выйти из которого ему не даёт охрана. Он видит президента Китайской Республики, прибывшего осмотреть Запретный город, и бросает в него камни. Вскоре к нему прибывает воспитатель Реджинальд Джонстон из Великобритании: тяга Пу И к западной культуре усиливается, он старается походить на европейца, а после пожара явно искусственного происхождения выгоняет проворовавшихся евнухов из дворца.
Заключённого № 981 вызывают на допрос. Истеричный молодой следователь и спокойный начальник тюрьмы вытягивают из него информацию о его сотрудничестве с японскими оккупантами. Пу И вспоминает, как в 1924 году после Пекинского переворота солдаты изгоняют его, двух его жён и вдов императора из Запретного города. Он останавливается на вилле в Тяньцзине, но после начала междоусобной войны вынужден укрыться в японском посольстве. Младшая жена Вэнь Сю тяготится своим положением, она считает, что по западным понятиям она всего лишь любовница и убегает от Пу И, не дающего ей развод. Ей на смену прибывает кузина Пу И «Восточное сокровище», которая приучает старшую жену Вань Жун к опиуму. Заключённый № 981 утверждает, что японцы похитили его и насильно увезли в Маньчжоу-го. Однако следователи показывают ему книгу Джонстона и делают очную ставку с камердинером Пу И, разоблачая его ложь. Он вспоминает то, как добровольно согласился стать императором Маньчжурии, посчитав, что Китаю он ничего не обязан (новые власти осквернили и разграбили гробницы его предков). Но, несмотря на внешнюю оболочку почёта, церемоний, двора, он осознаёт, что его власть лишь номинальна, а истинный правитель Маньчжурии — это директор придворной киностудии, однорукий японец Амакасу. Жена Пу И обвиняет супруга в том, что в его стране японцы продают опиум на каждом шагу. Она рожает ребёнка от своего шофёра, но японцы убивают ребёнка и его отца и увозят её в клинику на изоляцию. На заседании госсовета Пу И провозглашает декларацию о взаимоуважении Японии и Маньчжурии, после чего все сенаторы покидают зал вслед за Амакасу. Японец окончательно сбрасывает с себя маску, восклицая: «Азия принадлежит нам!». Между тем Япония терпит поражение во Второй мировой войне. Пу И вспоминает радиообращение императора Хирохито о капитуляции. Директор киностудии пускает пулю себе в голову (в реальности он принял яд). Император Маньчжоу-го с японскими генералами спешит на аэродром в Чанчуне надеясь улететь в Японию, но в этот момент прибывает Вань Жун, которую опиум превратил в трясущуюся полоумную старуху. Советские парашютисты высаживаются на аэродроме и арестовывают Пу И.
Начальник тюрьмы замечает, что заключённому № 981 прислуживают другие узники, поэтому он изолирует его и принуждает к работам. Пу И становится садовником. В 1959 году его освобождают по амнистии. В 1967 году после трудового дня в зимнем саду он едет на рынок к брату и видит демонстрацию хунвэйбинов, которые ведут с собой нескольких «уклонистов». Среди них Пу И замечает не потерявшего мужество начальника тюрьмы, пытается его освободить, но юнцы отталкивают его на обочину. Позже он проходит в Запретный город, покупая билет при входе, и после разговора с сыном сторожа поднимается на трон, а затем незаметно для него исчезает. В зал заходит группа туристов, гид говорит, что последний император Пу И умер в 1967 году.

## В ролях
- Джон Лоун — Пу И
- Питер О’Тул — Реджинальд Джонстон
- Джоан Чэнь — Вань Жун, 1-я жена Пу И
- Виктор Вонг — Чэнь Баочэнь
- Ин Жочэн (англ. Ying Ruocheng) — начальник тюрьмы
- Рюити Сакамото — Масахико Амакасу
- Мэгги Хан (англ. Maggie Han) — «Восточное Сокровище» (Ёсико Кавасима)
- Рик Янг — молодой следователь
- Вивиан Ву (в титрах У Цзюньмэй) — Вэньсю, 2-я жена Пу И
- Кэри-Хироюки Тагава — Чан
- Фань Гуан — Пу Цзе, брат Пу И
- Джейд Гоу — Ар Мо, кормилица Пу И
- Лиза Лу — императрица Цыси
- Бэзил Пао (англ. Basil Pao) — 2-й князь Чунь, отец Пу И
- Чэнь Кайгэ — капитан дворцовой охраны

## Награды и номинации
- 1987 — 5-е место в списке лучших фильмов года по версии журнала Cahiers du cinéma.
- 1987 — попадание в десятку лучших фильмов года по версии Национального совета кинокритиков США.
- 1988 — 9 премий «Оскар»: лучший фильм (Джереми Томас), лучший режиссёр (Бернардо Бертолуччи), лучший адаптированный сценарий (Бернардо Бертолуччи, Марк Пеплоу), лучшая оригинальная музыка (Рюити Сакамото, Дэвид Бирн, Цун Су), лучшая операторская работа (Витторио Стораро), лучший монтаж (Габриэлла Кристиани), лучшая работа художника-постановщика и декоратора (Фердинандо Скарфьотти, Бруно Сезари, Освальдо Дезидери), лучший дизайн костюмов (Джеймс Ачесон), лучший звук (Билл Роу, Айван Шаррок).
- 1988 — 4 премии «Золотой глобус»: лучший фильм — драма, лучший режиссёр (Бернардо Бертолуччи), лучший сценарий (Бернардо Бертолуччи, Марк Пеплоу, Энцо Унгари), лучшая оригинальная музыка (Рюити Сакамото, Дэвид Бирн, Цун Су). Кроме того, лента получила номинацию в категории «Лучшая мужская роль — драма» (Джон Лоун).
- 1988 — 9 премий «Давид ди Донателло»: лучший фильм, лучший режиссёр (Бернардо Бертолуччи), лучший сценарий (Бернардо Бертолуччи, Марк Пеплоу), лучший продюсер (Джереми Томас, Франко Джовале, Джойс Херлихи), лучшая мужская роль второго плана (Питер О’Тул), лучшая операторская работа (Витторио Стораро), лучший монтаж (Габриэлла Кристиани), лучшая работа художника-постановщика (Фердинандо Скарфьотти, Бруно Сезари, Освальдо Дезидери), лучший дизайн костюмов (Джеймс Ачесон, Уго Периколи). Кроме того, лента получила номинацию в категории «Лучшая женская роль второго плана» (Вивиан Ву).
- 1988 — 5 премий «Серебряная лента»: лучший режиссёр (Бернардо Бертолуччи), лучшая операторская работа (Витторио Стораро), лучшая работа художника-постановщика (Фердинандо Скарфьотти), лучшее техническое достижение (Габриэлла Кристиани за монтаж), лучшая озвучка мужского персонажа (Джузеппе Ринальди за дублирование персонажа Питера О’Тула).
- 1988 — Премия «Сезар» за лучший иностранный фильм, а также номинация в категории «Лучший постер».
- 1988 — специальный приз жюри премии Европейской киноакадемии «за культурные и экономические достижения фильма» (Бернардо Бертолуччи).
- 1988 — Премия Гильдии режиссёров США за лучшую режиссуру художественного фильма (Бернардо Бертолуччи).
- 1988 — номинация на премию Гильдии сценаристов США за лучший оригинальный сценарий (Бернардо Бертолуччи, Марк Пеплоу).
- 1989 — 3 премии BAFTA: лучший фильм (Джереми Томас, Бернардо Бертолуччи), лучший дизайн костюмов (Джеймс Ачесон), лучший грим (Фабрицио Сфорца). Кроме того, лента получила 8 номинаций: лучший режиссёр (Бернардо Бертолуччи), лучшая мужская роль второго плана (Питер О’Тул), лучшая операторская работа (Витторио Стораро), лучший монтаж (Габриэлла Кристиани), лучшая работа художника-постановщика (Фердинандо Скарфьотти), лучшая музыка (Рюити Сакамото, Дэвид Бирн, Цун Су), лучший звук (Билл Роу, Айван Шаррок, Лес Уиггинс), лучшие спецэффекты (Джаннетто де Росси, Фабрицио Мартинелли).
- 1989 — Премия Японской киноакадемии за лучший фильм на иностранном языке.
- 1989 — Премия «Кинэма Дзюмпо» за лучший фильм на иностранном языке.
- 1989 — Премия «Грэмми» за лучший альбом оригинальной инструментальной музыки для кино или телевидения (Рюити Сакамото, Дэвид Бирн, Цун Су).